# Sint-Servatiuskerk (Lantin)

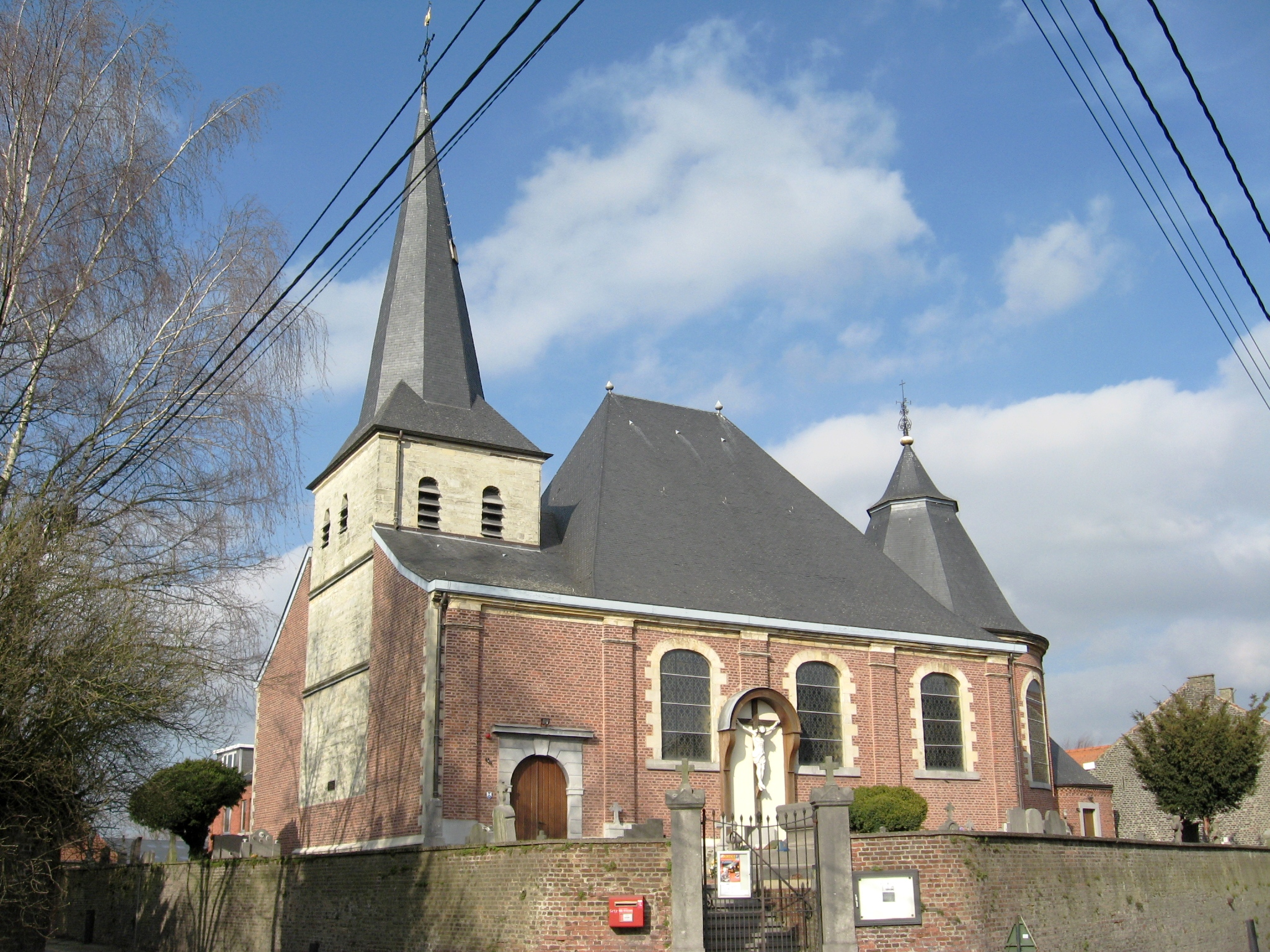
Sint-Servatiuskerk

De Sint-Servatiuskerk (Église Saint-Servais) is de parochiekerk van Lantin.

## Geschiedenis
De bouw van de huidige kerk geschiedde in opdracht van Melchior Alexandre Verdin, die pastoor van Lantin was van 1689-1742. Hij liet de oude kerk afbreken en een nieuwe bouwen. De minderbroeder Guillaume Gramillon maakte het ontwerp, en het werk werd uitgevoerd door plaatselijke ambachtslieden, bijgestaan door Luikse kunstenaars.
In 1935 werd de kerk geklasseerd als monument, en in 1996-1997 werd ze gerestaureerd.

## Gebouw
De kerk, in classicistische stijl, bestaat uit drie onderdelen: De toren, uitgevoerd in zandsteen; het schip en het koor, beide uitgevoerd in baksteen. Het schip wordt gedekt door een tentdak, het koor door een koepeldak.

## Interieur
De kerk heeft een merkwaardig interieur. De plaatselijke meubelmaker Salomon Marischal vervaardigde het hoofdaltaar (einde 17e eeuw). De biechtstoelen zijn van 1637. Het koorgestoelte is in Lodewijk XV-stijl.
De kerkruimte wordt overwelfd door een houten tongewelf, dat voorzien is van een reeks bijzondere schilderingen, zoals Bijbelse taferelen en tal van wapenschilden, die deels aan de fantasie ontsproten zijn. Antoine Couppe schilderde dit gewelf.
Ook bevinden zich in de kerk een aantal grafstenen. De belangrijkste is van Gabriel Jacques de Salignac de la Mothe-Fénelon, die vice-generaal van het leger van Lodewijk XV was en gewond raakte tijdens de Slag bij Rocourt (1746). Hij werd naar Lantin gebracht, waar hij aan zijn verwondingen overleed en ook werd begraven.